# Маргарита Ксепа
Маргарита Ксепа (алб. Margarita Xhepa; 2 квітня, 1932, Люшня, Албанське королівство — 3 квітня 2025, Тирана) — албанська акторка театру і кіно.
Працює в Національному театрі Албанії (Тирана). Народна артистка Албанії.

## Вибіркова фільмографія
- Дорогий ворог (2004)
- До побачення (1997)